# Amaury Telemaco
Amaury Telemaco Regalado (nacido el 19 de enero de 1974 en Higüey) es un ex lanzador dominicano que jugó en las Grandes Ligas de Béisbol desde 1996 hasta 2005 para los Cachorros de Chicago, los Diamondbacks  de Arizona y los Filis de Filadelfia. Fue utilizado tanto como abridor y relevista a lo largo de su carrera. Asistió a la Escuela Secundaria Cristo Rey en La Romana, República Dominicana.
Fue originalmente firmado como amateur por los Cachorros en 1991 e hizo su debut en Grandes Ligas el 16 de mayo de 1996, a la edad de 22 años, lanzando siete entradas contra los Astros de Houston para llevarse el triunfo. Permitió un solo hit, pero le dio base por bolas a cuatro bateadores.
En general, se fue de 23-35 en su carrera con una efectividad de 4.94. Ponchó a 364 bateadores en  561 entradas lanzadas. Fue un bateador regular, bateando .121 en 116 turnos al bate, ponchándose 51  veces. Bateó un triple y cometió dos errores para un porcentaje de fildeo de .958.